# Partit Unit Democràtic Popular de Gambella
El Partit Unit Democràtic Popular de Gambella/Gambela People's Democratic Unity Party GPDUP, fou un partit polític d'Etiòpia de la regió de Gambella i base ètnica nuer. Es va formar el 1992 en resposta al predomini anuak que suposava la presa del poder (1991) pel Moviment d'Alliberament Popular de Gambella/Gambella People's Liberation Movement (GPLM) aliat del Front Popular d'Alliberament de Tigre.
El cens del 1994 va determinar que els anuaks eren el 27% de la població i els nuer el 40%, i aquestos van demanar més poder i representació però els anuaks van al·legar que molts nuers eren de fet refugiats del Sudan meridional que fugien de la guerra.
Després d'un temps de govern directe federal de la regió de Gambella (des de 1994) i d'una ferotge lluita entre anuaks i nuers, una part dels líders del GPLM va ser expulsat i el govern federal dirigit pel Front Democràtic Revolucionari Popular Etíop va imposar la fusió de la resta de l'organització amb el GPDUP per formar el Front Democràtic Popular de Gambella/Gambela People's Democratic Front (GPDF) el 1998 amb un repartiment del càrrecs entre les dues comunitats ètniques.